# 天岩戶站
天岩戶站（日语：／ Amanoiwato eki */?）是位於宮崎縣西臼杵郡高千穗町大字三田井字平底，高千穗鐵道的高千穗線車站。
此站最接近天岩戶神社，但是也距離此站7公里，乘車需時5分鐘。
高千穗町中有一個大字是「岩戶」，但是此站位於大字「三田井」。

## 歷史
- 1972年（昭和47年）7月22日 - 日本國有鐵道高千穗線車站啟用，為一座旅客車站。
- 1987年（昭和62年）4月1日 - 伴隨國鐵分割民營化，車站由九州旅客鐵道（JR九州）營運[1][2][3]。
- 1989年（平成元年）4月28日 - 高千穗線由高千穗鐵道接管，成為高千穗鐵道高千穗線車站[4]。
- 2005年（平成17年）9月6日 - 受到颱風彩蝶吹襲九州，使高千穗鐵道全線暫停服務。
- 2008年（平成20年）12月28日 - 槇峰站至高千穗站之間（全線）廢止，此站廢站。

## 車站構造
車站是一座地面車站，設有1面1線的單式月台。此站是無人車站。車站建設溪谷的斜面上。

## 使用狀況
在2003年度，1日平均乘車人次為3人，為高千穗鐵道線內最少乘客使用的車站。

## 車站周邊
- 高千穗橋樑（日语：高千穂橋梁）[4]
- 天戶戸神社
- 高千穂町立岩戶小學
- 高千穗町立岩戶中學（日语：高千穂町立岩戸中学校）
- 天岩戶幼稚園
- 天岩戶觀光酒店
- 天岩戶郵局
- 國道218號（日语：国道218号）
- 高千穗町公所 天岩戶出張所
- 高千穗青年旅社（日语：高千穂ユースホステル）

## 現狀
截至2008年（平成20年）12月全線廢止後，車站設施仍然存在。截至2010年（平成22年），高千穗天照鐵道把此站至高千穗站變成了觀光用的保存鐵路線。

## 圖庫

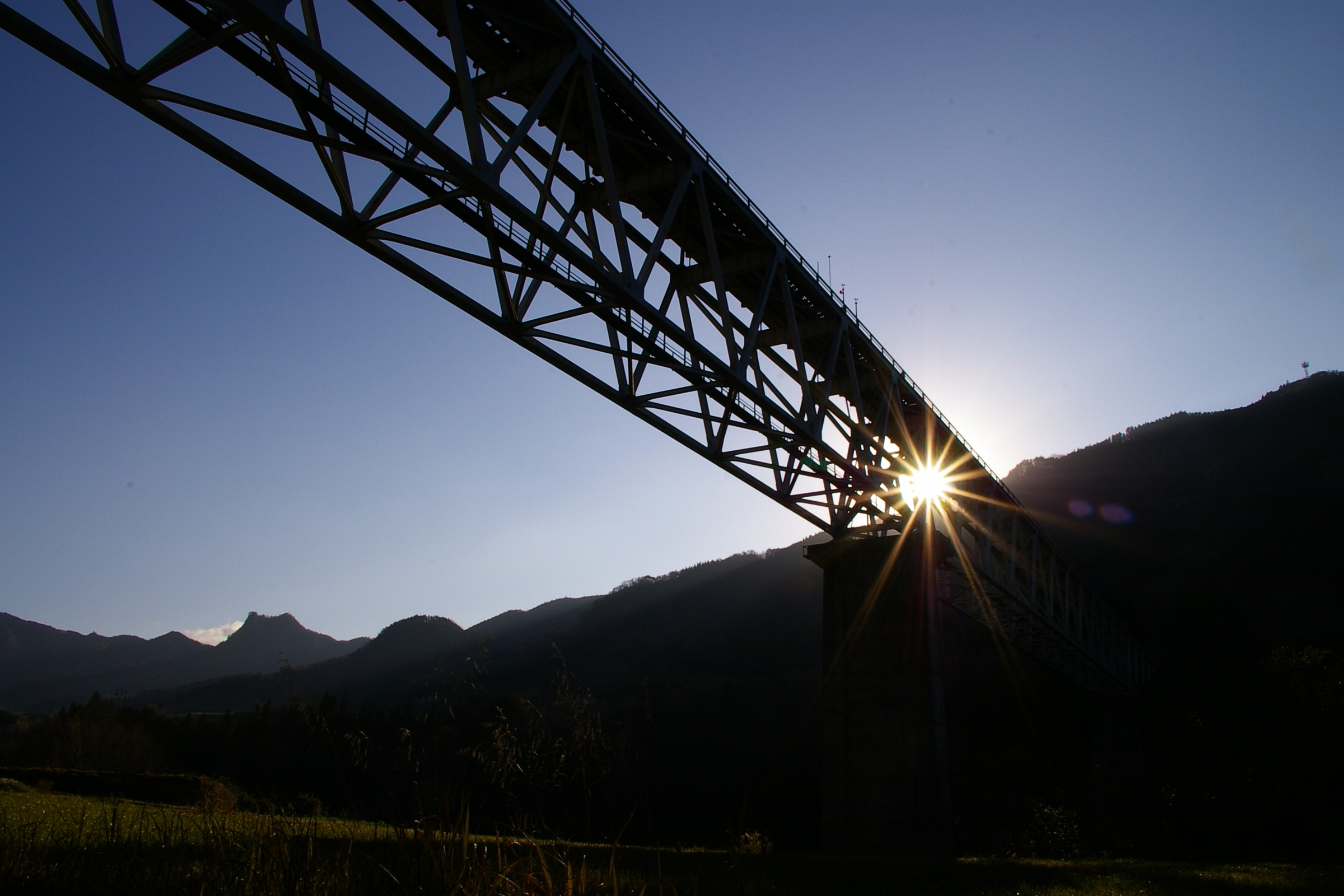
車站鄰近的高千穗鐵橋
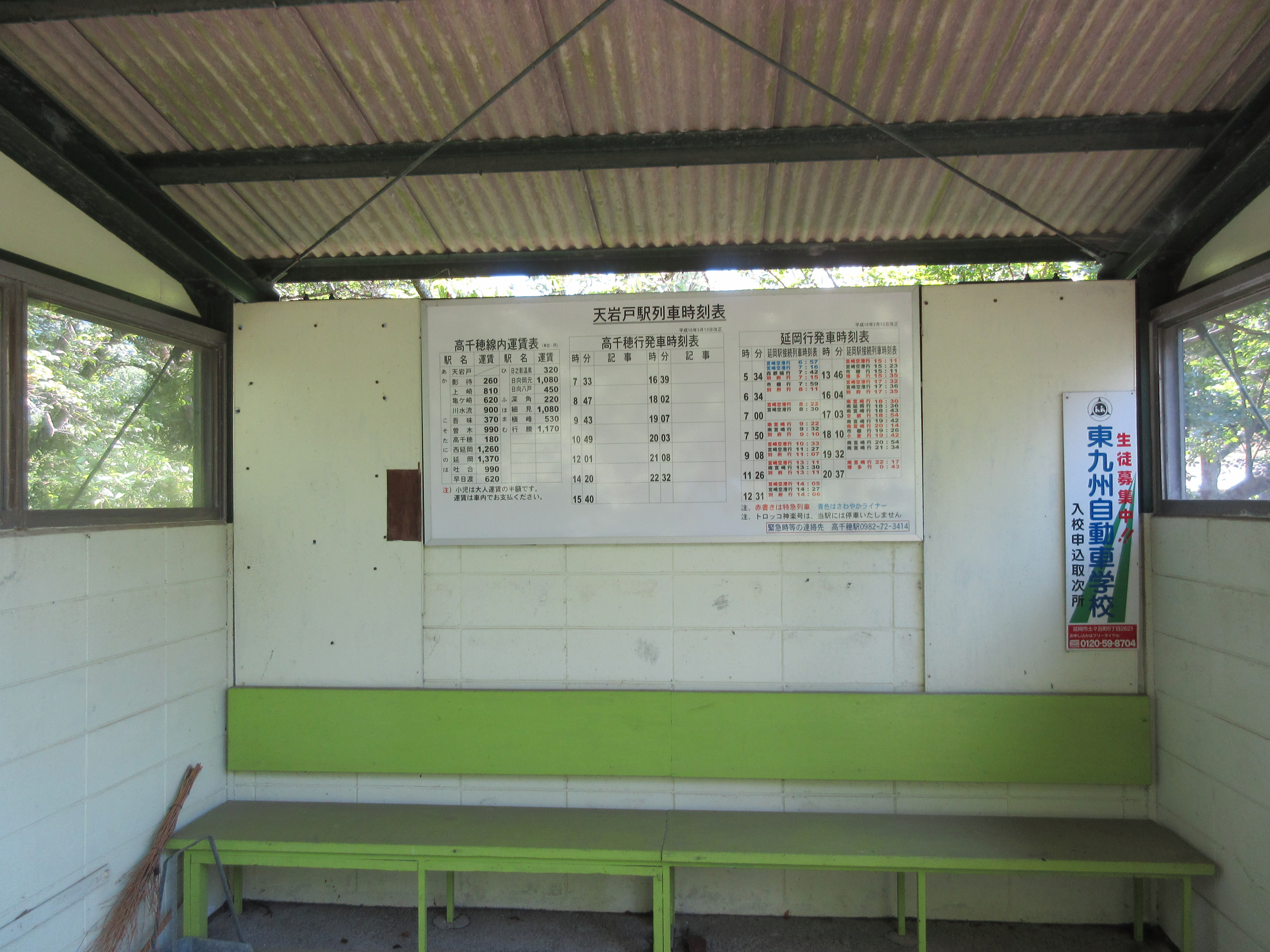
天岩戶站候車室與時間表（2016年）。時間表上的生效日期為平成16年（2004年）。
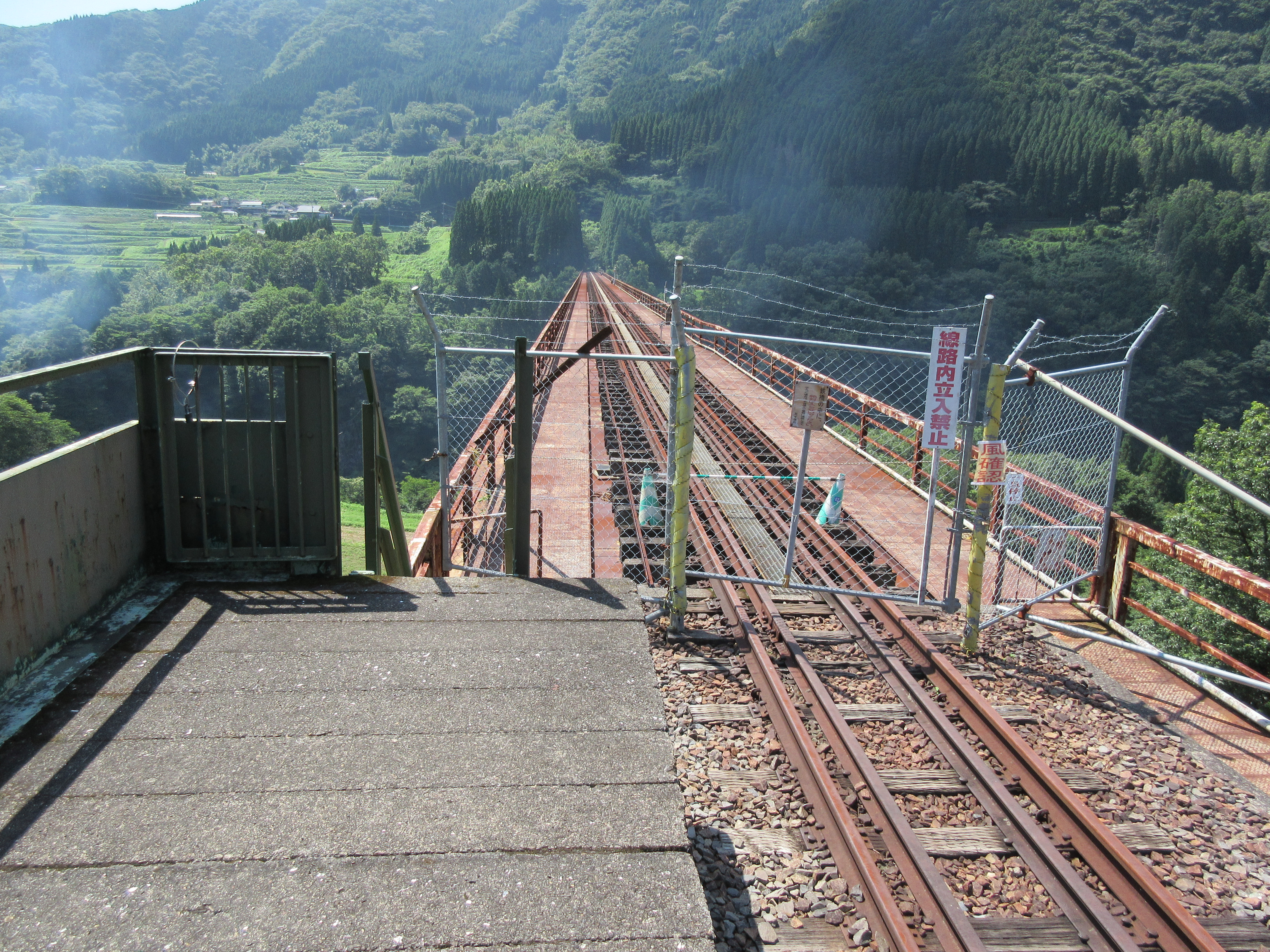
發生熊本地震後一度關閉的高千穗橋樑。在2016年（平成28年）7月23日起再次可以通行。

## 相鄰車站
高千穗鐵道
高千穗線
深角－天岩戶－高千穗

## 注腳
1. ↑  九州鉄道百年祭実行委員会・百年史編纂部会 (编).  初版. 九州旅客鉄道. 1988: 181 （日语）.
2. ↑  『交通年鑑 昭和63年版』 交通協力會，1988年3月。
3. ↑  今村都南雄 『民営化の效果と現実NTTとJR』 中央法規出版，1997年8月。ISBN 978-4805840863
4. 1 2  鈴木文彥. . 鐵道雜誌 (鐵道雜誌社). 1997-03, 31 (3): 76–83.
5. ↑  宮崎縣統計年鑑